# Woorabinda
Woorabinda ( [wʊrəbɪndə] ) est une localité aborigène d'Australie située dans le comté aborigène de Woorabinda et l’État du Queensland ,. Lors du recensement de 2016 sa population s'élevait à 962 habitants.

## Géographie
Woorabinda se trouve dans Queensland Central, dans l'arrière-pays, à environ deux heures de route à l'ouest de Rockhampton.
Non loin du village, le ruisseau saisonnier Mimosa constitue une source d'eau pour la population. Pendant la saison des pluies, la ville peut être isolée en raison des inondations du réseau routier. L'accès se fait par la Fitzroy Developmental Road, qui rejoint la Capricorn Highway jusqu'à Rockhampton. Au sud, c'est une piste qui permet de rejoindre Bauhinia et la Dawson Highway jusqu'à Gladstone.
À l'est, la route goudronnée de Baralaba-Woorabinda, est fermée pendant la saison des pluies. A l'ouest, des pistes desservent de vastes domaines consacrés à l'élevage jusqu'à la base des Blackdown Tablelands.
Une piste d'atterrissage goudronnée a été construite le long de la route nord de la ville. Elle est utilisée par les avions sanitaires, il n'y a aucune liaison commerciale.

## Histoire

### Origines aborigènes
Le Wadja (également appelé Wadjigu, Wadya, Wadjainngo, Mandalgu ou Wadjigun) est une langue aborigène australienne du Queensland Central. L'aire linguistique comprend les zones d'administration locale du comté aborigène de Woorabinda et de la région des hauts plateaux du centre, y compris les plateaux de Blackdown, la rivière Comet, l'Expedition Range, ainsi que les villes de Woorabinda, Springsure et Rolleston .

### Conflits liés à la colonisation
Le Queensland Central a connu une période de grandes violences et de massacres à l'encontre des aborigènes. Ce fut notamment le cas à Cullin-La-Ringo, à proximité de Springsure, et à Hornet Bank, le long de la rivière Dawson . Les survivants ont été réinstallés dans des colonies contrôlées par le gouvernement à partir de 1897 grâce à la loi sur la protection des aborigènes. Ce fut d'abord le cas à Taroom, puis à Woorabinda. Des peuples d'au moins 17 groupes linguistiques différents ont été placés dans le camp, certains venaient d'aussi loin que l'île de Mornington . Ils étaient placés sous le contrôle d'un surintendant local dépendant du protecteur en chef des aborigènes de l'État.
Le déplacement sur 250 km d'environ 300 habitants de Taroom s'est fait à pied et en camion de location . En 2014, la communauté aborigène a commémoré cette marche de Taroom à Woorabinda par une reconstitution de la migration .

### Création de Woorabinda

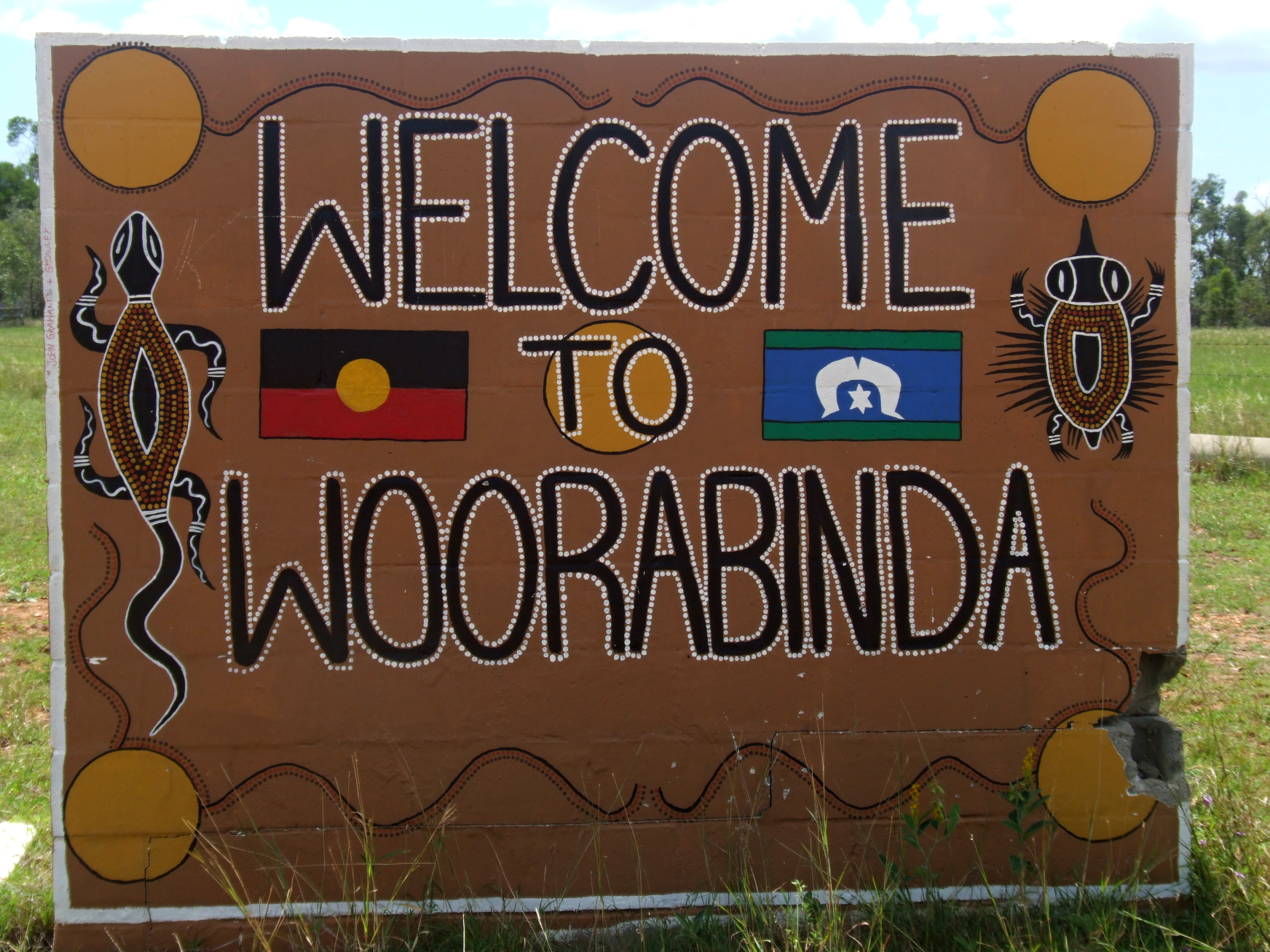
Pancarte à l'entrée de la ville.

Woorabinda a été constitué en 1927 avec des territoires du comté de Waroona afin de remplacer la colonie aborigène de Taroom. Le territoire de Taroom a été repris dans le cadre du projet de construction du barrage Nathan sur la rivière Dawson . Ce projet n'a jamais abouti.

### Origines du nom
Le nom de la ville a été choisi par Herbert Cecil Colledge, le surintendant de la colonie en 1927. Il a utilisé les mots aborigènes, woora signifiant kangourou et binda signifiant camp .

### Le grand déplacement du Cape Bedford
En mai 1942, au cours de la Seconde Guerre mondiale, une mission aborigène luthérienne installée dans l'extrême nord du Queensland au Cape Bedford (Cape York), a été fermée afin d'installer un camp militaire. Ce déplacement était aussi motivé par les craintes du gouvernement fédéral qui trouvait suspecte la loyauté des aborigènes envers leur pasteur luthérien allemand. Les 254 aborigènes du groupe Guugu Yimithirr, ont été déplacés de force, d'abord par route et bateau jusqu'à Townsville, puis par train jusqu'à l'abrit Ironback de Woorabinda. Le voyage fut très mal organisé. Les personnes déplacées ont souffert de la faim et du froid car aucun ravitaillement n'avait été prévu ni aucun moyen pour les protéger du froid de l'hiver.
Il y eut des conflits entre les expulsés du Cape Bedford et les habitants de Woorabinda, notamment à cause de la religion luthériennes des nouveaux arrivants. Toutefois, les déplacés ont pu découvrir une culture qui leur était devenue inaccessible, comme les corroborees. Le culte et la tutelle morale de l'église luthérienne ont été maintenus chez les déplacés qui ont gardé leurs croyances chrétiennes. Le chant choral en langue Guugu Yimithirra a vu le jour à cette époque, d'abord avec quelque hymnes traduits pour les offices, puis pour devenir un élément central de l'identité de leur église ,. Les déplacés ont ainsi pu préserver leur identité  pendant les sept années qu'ils ont passées au sein de la communauté de Woorabinda.
De nombreux déplacés sont morts de maladie ou de froid du fait des mauvaises conditions sanitaires et du mal logement. En hiver, le climat de l’intérieur est froid, il gèle la nuit. Les populations Guugu Yimithirr ne connaissaient que le climat côtier chaud et humide et n'étaient pas armées pour affronter de telles conditions. Pour cette période, le nombre officiel de décès est de 33, mais il pourrait être de 48, on a également compté 13 naissances ,. Au cours de leur séjour à Woorabinda, les peuples du Cape Bedford ont aussi découvert le travail rémunéré et la scolarisation.
En 1949, après la guerre, les survivants ont été autorisés à retourner au Cape Bedford. Ils se sont réinstallé dans un lieu nommé Hopevale . Un petit contingent est resté sur place mais continue a garder des liens avec leurs congénères du nord.

## Propriété du territoire
La communauté Woorabinda est la seule communauté aborigène placée sous concession en fiducie du Queensland Central. Ces communautés bénéficient d'un régime foncier particulier qui ne s'applique qu'aux anciennes réserves autochtones. Le titre foncier est un système de fiducies foncières communautaire, détenu et administré par le conseil local.
Le recensement de 2006, a dénombré 851 habitants à Woorabinda.

## Économie

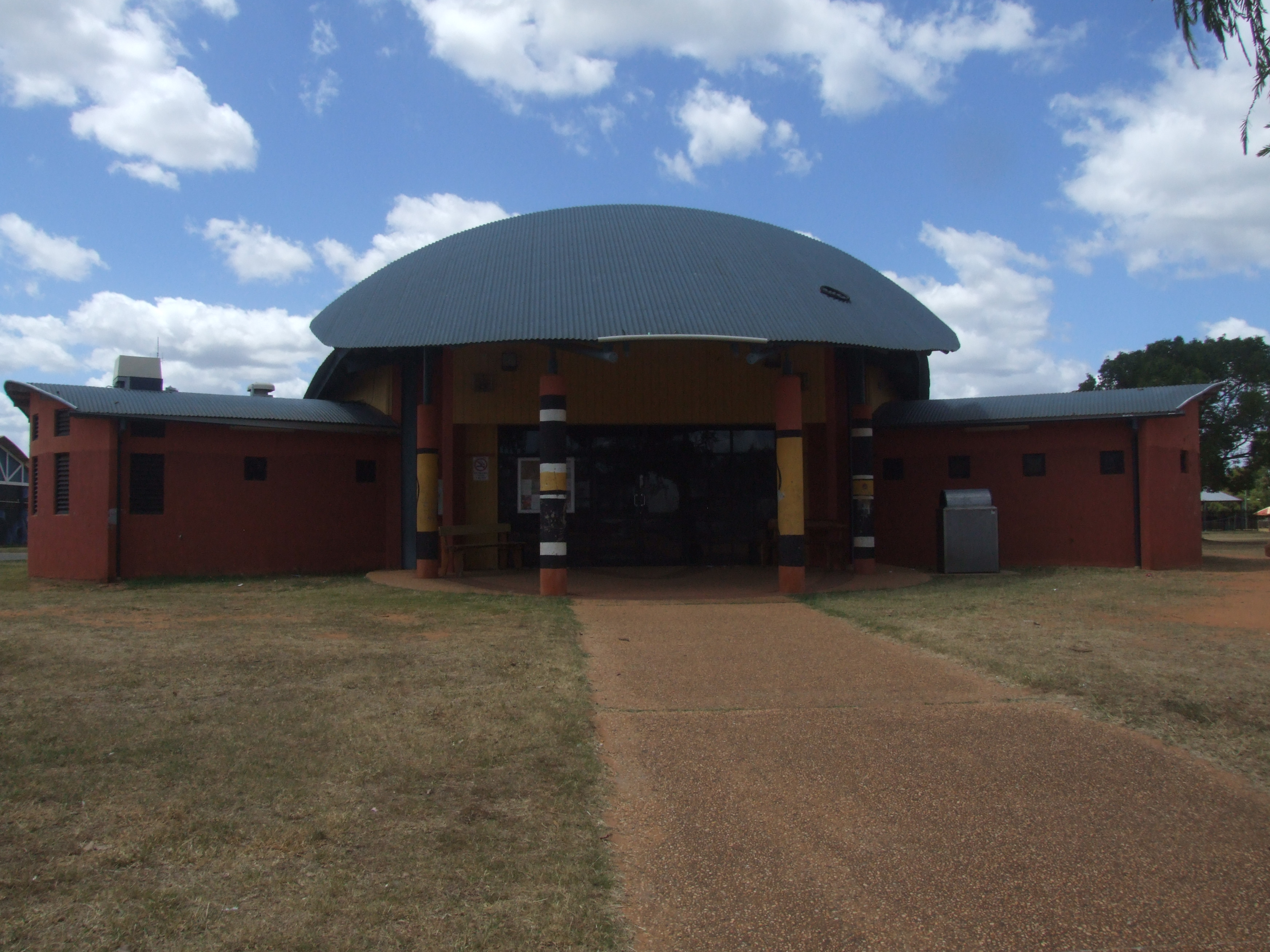
Bâtiment du Conseil.

Actuellement, le taux de chômage s'élève à 70% . Les cantons voisins de Baralaba, à 40 km, et de Taroom sont des villes minières avec moins de 1% de taux de chômage. Woorabinda est considérée comme l'une des zones les plus défavorisées du Queensland au même titre que d'autres cantons indigènes.
Les prestataires de services gouvernementaux sont les principaux employeurs, avec une entreprise locale proposant du café à emporter et la Société Pastorale de Woorabinda (propriété du conseil). Le domaine agricole de Foleyvale  se trouve juste au nord de Duaringa, il est inclus dans le domaine pastoral de Woorabinda.

## Plan de gestion de l'alcoolisme
En 2008, la communauté et le conseil ont voté l'interdiction totale de l'alcool dans la ville afin de devenir une communauté « abstinente ». Depuis la mise en place du plan de gestion de l'alcoolisme, la ville a connu une diminution significative des violences.
Depuis 2013, la communauté discute sur la possibilité de réintroduire l'alcool. Cette discussion s'inscrit dans un mouvement plus large au sein des communautés aborigènes du Queensland relatif à la révision des plans de gestion de l'alcoolisme.
La ville abrite également le centre de cure Mimosa Creek, qui est spécialisé dans la désintoxication et la remise sur pieds des victimes de l'alcoolisme.

## Éducation

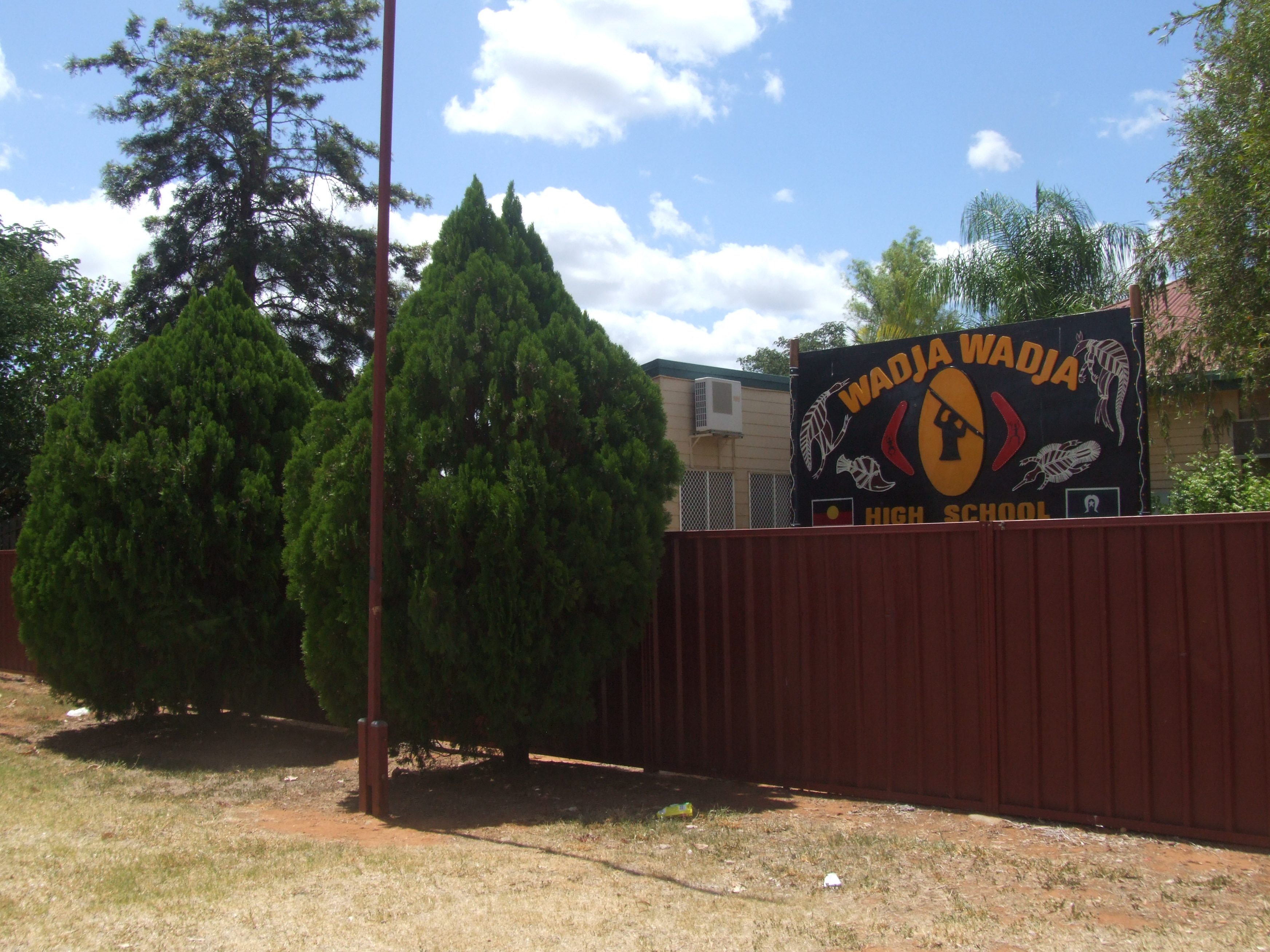
Lycée Wadja Wadja, Munns Dr.

Il y a deux établissements scolaires dans la communauté.

### L'école d'État de Woorabinda
L'école d'État de Woorabinda comprend  les niveaux  allant de la préparation à la septième année. Elle a ouvert ses portes en 1928, a fermé en 1970 et a rouvert par la suite. La devise de l'école est "Fier et mortel". Il y a une boutique scolaire qui gère une cantine payante où la communauté peut acheter des plats. Une partie de l'école comprend le Community Indigenous Knowledge Centre , une émanation de la Bibliothèque d'État du Queensland, qui est ouverte à la communauté
,. En 2017, l'école comptait un effectif de 144 élèves avec 16 enseignants et 19 personnels non enseignants . elle dispense un programme d'éducation spécialisée.

### La Wadja Wadja High School
Il s'agit d'une école secondaire privée pour garçons et filles de 7 à 12 ans ,. En 2017, l'école avait un effectif de 77 élèves avec 4 enseignants et 12 personnels non enseignants  . C'est un établissement communautaire aborigène biculturel. Il est non confessionnel et indépendant. Les élèves du lycée reçoivent en alternance les cours du lycée voisin de Baralaba jusqu'à la 10e année. Il s'y rendent par bus scolaire ou restent à l'internat.

## Équipements
Woorabinda possède une centre culturel avec une bibliothèque géré par le Conseil du Comté Aborigène de Woorabinda .
Une église méthodiste wesleyenne dénommé  « One Mob Fellowship » est située dans le village.

## Peuples premiers et démographie
Les deux principales ethnies présentes à Woorabinda sont les Gangulu et les Wadja, qui sont toutes deux des nations autochtones. Le territoire revendiqué par le peuple Wadja est l'actuel Comté de Woorabinda ; le territoire des Gangulu s'étend au sud jusqu'à Theodore, à l'ouest après Blackwater et à l'est jusqu'au mont Morgan.
Les moins de 18 ans sont plus nombreux à Woorabinda que dans le reste du pays. La moitié de la population a moins de 25 ans , ce qui est nettement plus élevé que dans la classe d'âge australienne des 0 à 24 ans qui s'élève à un tiers de la population .

## Personnalités liées à la ville
- Miiesha, chanteuse lauréate des ARIA Music Awards.
- Reggie Cressbrook, joueur de la LNR des Cowboys du Queensland du Nord.
- Mick Gooda, militant aborigène, commissaire à la justice sociale pour les aborigènes et les insulaires du détroit de Torres de la Commission australienne des droits de l'homme.